# L'isola d'amore
L'isola d'amore (título original en italiano; en español, La isla de amor) es una ópera en dos actos con música de Antonio Sacchini. Se estrenó en el Teatro Valle de Roma el 27 de enero de 1766.
Esta ópera se representa poco; en las estadísticas de Operabase aparece con sólo una representación, la primera y única de Sacchini.